# Ленская улица (Москва)
Ле́нская улица — улица на северо-востоке Москвы в Бабушкинском районе Северо-восточного административного округа, между улицей Лётчика Бабушкина и Кольской улицей. Названа по одной из крупнейших рек Сибири Лене в связи с расположением на северо-востоке Москвы. До 1964 года вместе с Тенистым проездом образовывала Медведковскую улицу в бывшем городе Бабушкине (решение Мосгорисполкома от 29.08.1964 г. №34/36).

## Расположение
Ленская улица проходит с востока на запад, затем поворачивает на юго-запад. Начинается от улицы Лётчика Бабушкина, пересекает Енисейскую улицу, улицу Чичерина и заканчивается на Кольской улице. На улице расположена 20-я городская больница.

## Учреждения и организации
По нечётной стороне:
- № 7 — студенческое общежитие МГОУ;
- № 15 — городская клиническая больница имени А. К. Ерамишанцева;
- № 17 — центр досуга и спортивный клуб «Семь-Я»;
- № 19-а — детский сад № 598;

По чётной стороне:
- № 2/21 — гостиница «Вивари»;
- № 4 — центр диагностики и консультирования «Участие»;
- № 6 — школа № 910;
- № 16 — ясли-сад № 35;
- № 24 — корпус №1 гимназии № 1558 им. Росалии де Кастро (до 2010 года - средняя общеобразовательная школа № 299);
- № 26, корп. 1 — корпус №5 гимназии № 1558 им. Росалии де Кастро (до 2010 года детский сад № 2420);
- № 26, корп. 2 — корпус №6 гимназии № 1558 им. Росалии де Кастро (до 2010 года детский сад № 1870);

## Галерея

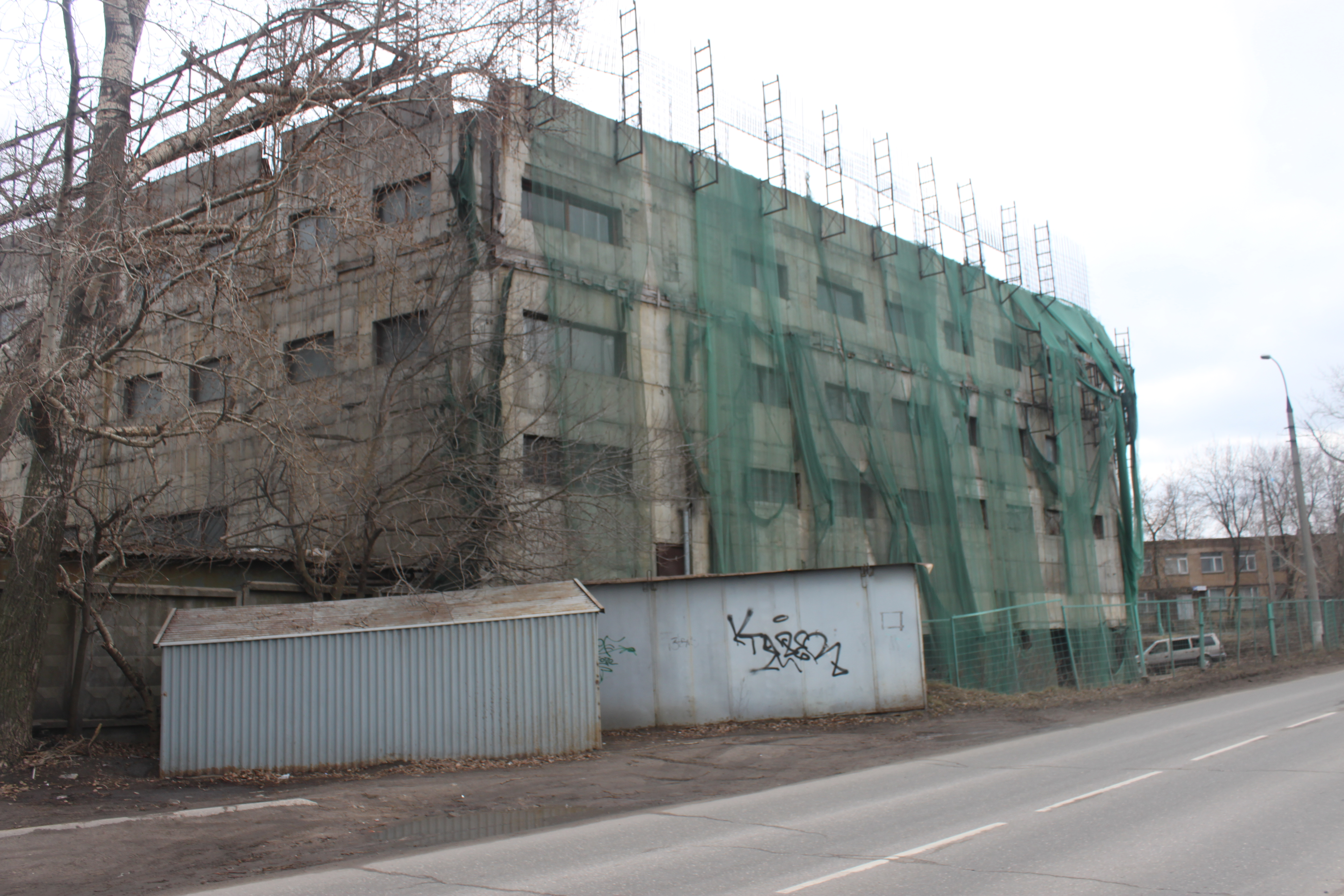
Заброшенное здание
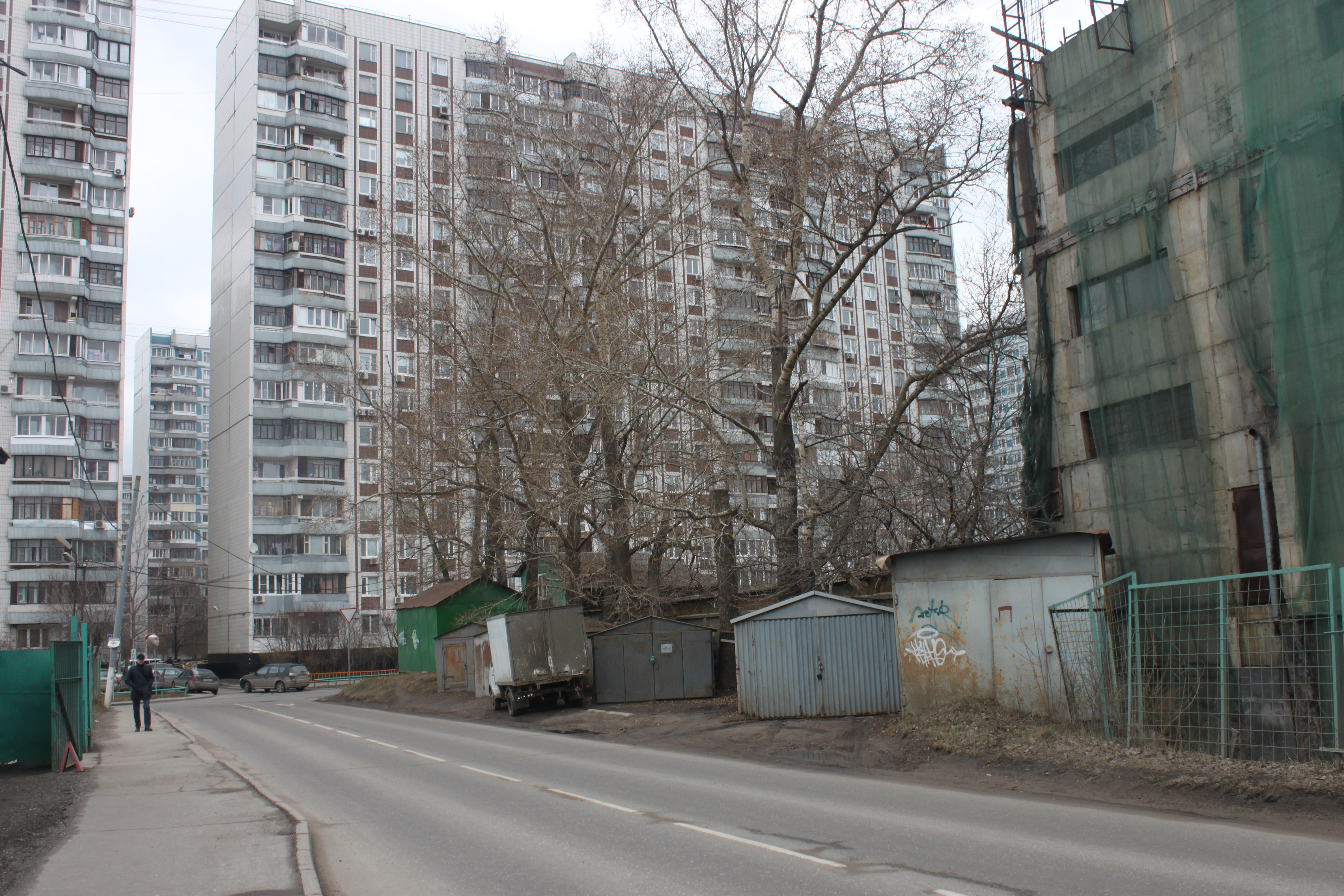
Вид на заезд к улице Чичерина